# 盧卡希 (波爾塔瓦州)
49°47′18″N 33°38′43″E / 49.78833°N 33.64528°E
盧卡希（烏克蘭語：Лукаші）是位於烏克蘭中部的村莊，由波爾塔瓦州米爾霍羅德區的大巴哈奇卡市鎮負責管轄。該村距離克羅蒂夫希納0.5公里，面積0.35平方公里，2001年人口45。